# Carampangue
Carampangue (en mapudungún nalca verde) es una localidad ubicada en la comuna y provincia de Arauco, región del Bio Bío. 
Está ubicada a 63 kilómetros de Concepción y en sus cercanías están las comunas de Arauco y Ramadillas. La localidad es atravesada por la ruta 160, dejándola partida en 2 secciones conocidas como Carampangue nuevo y Carampangue viejo, cuya designación es solo para dar indicaciones.
La industria principal es la forestal y derivados y la principal fuente de empleo es la Celulosa Arauco.
fauna: coipo.